# 음파 공중부양
음파 공중부양(영어: Acoustic levitation)은 매질 안에서 고면밀도음파에서 음파의 방사압을 사용하여 매질 안에 물질을 띄우는 방법이다. 음파 공중부양은 고면밀도음파의 비선형 효과 때문에 가능하다. 이를테면 오쯔카 연구소에서 시연된 것과 같은 인간의 귀로 들을 수 있는 음향을 만들어 내지 않고 물체를 공중에 띄울 수 있다. 한편 다른 것들은 약간의 들을 수 있는 잡음을 만들어 낸다. 이 효과를 만들기 위해, 물체 아래에 파동을 생성하고 그것은 다시 그 음원으로 반사시키는 데에서 큰 음장을 생성하기 위한 아크릴 유리 탱크를 사용하는 것까지 많은 방법들이 있다.
음파 공중부양이 충분한 진동음이 주어져서 들을 수 있는 것의 한계는 알려져 있지 않다. 그러나 현재 이 힘에 의해 들린 최대량은 수 킬로그램이다. 음파 공중부양기들은 대개 산업에 사용되고 미항공우주국(NASA)와 같은 반중력 연구자들에 의해서이다. 그러나 어느 정도는 상용으로 얻을 수 있다.

## 같이 보기
- 공중부양
- 방사압